# La Victoire (film)
Pour les articles homonymes, voir La Victoire.
Pour plus de détails, voir Fiche technique et Distribution.
La Victoire (Победа, Podeba) est un film finlando-soviéto-est-allemand réalisé par Evgueni Matveev et sorti en 1985. Il s'agit d'une adaptation du roman homonyme d'Alexandre Tchakovski.
La première a eu lieu en Russie lors du 40e anniversaire de la victoire contre le nazisme. Le film a réuni 20,3 millions de spectateurs dans les salles.

## Synopsis
À l'été 1945 , lors de la préparation et de la tenue de la Conférence de Potsdam, deux correspondants de guerre, le soviétique Mikhail Voronov et l'Américain Charles Bright, se sont rencontrés. 30 ans plus tard, ils se retrouvent à l'occasion de la conférence d'Helsinki en 1975.
Le film raconte la confrontation entre les deux blocs.

## Fiche technique
Sauf indication contraire, les informations mentionnées dans cette section peuvent être confirmées par la base de données cinématographiques IMDb,  présente dans la section « Liens externes ».
- Titre français : La Victoire[1]
- Titre original russe : Победа, Podeba
- Titre allemand : Der Sieg
- Titre finlandais : Voitto
- Réalisateur : Evgueni Matveev

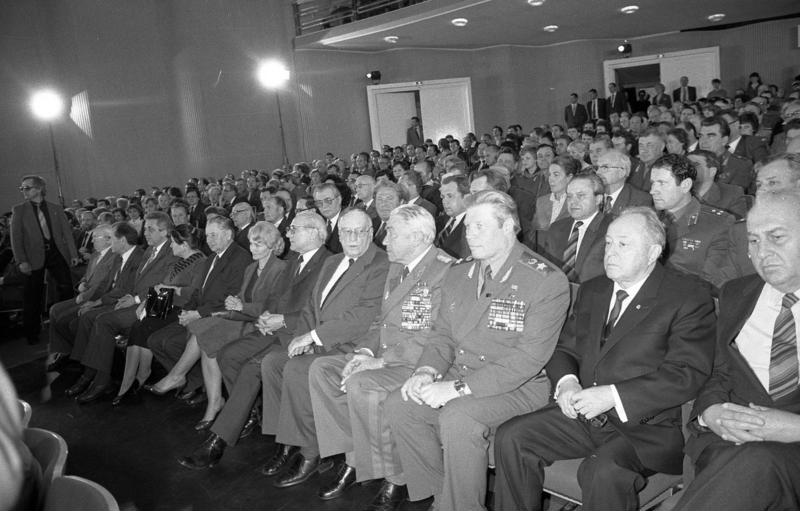
La première à Berlin-Est

- Scénario : Evgueni Matveev, Vadim Trunin (ru) d'après le roman d'Alexandre Tchakovski.
- Photographie : Leonid Kalachnikov (ru)
- Musique : Evgueni Ptitchkine
- Sociétés de production : Mosfilm, Sovinfilm, Deutsche Film AG, SKT
- Pays de production :  Union soviétique  Allemagne de l'Est  Finlande
- Langue de tournage : russe
- Format : Couleur
- Durée : 160 minutes (2h40)
- Genre : Drame historique
- Dates de sortie :
  - URSS : 15 avril 1985
  - Allemagne de l'Est : 3 mai 1985
  - Finlande : 10 mai 1985

## Distribution
- Alexandre Mikhaïlov : Mikhaïl Alexeïevitch Voronov
- Andreï Mironov : Charles Bright
- Klaus-Peter Thiele : Klaus Werner
- Ramaz Chkhikvadze (ru) : Joseph Staline
- Gueorgui Menglet (ru) : Winston Churchill
- Algimantas Masiulis : Harry Truman
- Mikhaïl Oulianov : Gueorgui Joukov
- Viktor Ilitchov (ru) : Andreï Gromyko
- Nikolaï Zassoukhine (ru) : Viatcheslav Molotov
- Günther Grabbert (de) : Wilhelm Pieck
- Viktor Tarassov (ru) : Bolesław Bierut
- Vladimir Zeldine : James F. Byrnes
- Vytautas Kantsleris : Henry Lewis Stimson
- Natalia Vavilova (ru) : Barbara
- Girt Yakovlev (ru) : Stuart
- Oleg Golubitski (ru) : Clement Attlee
- Evgueni Matveev : Vassili Karpov